# Estonia al Junior Eurovision Song Contest
L'Estonia ha debuttato al Junior Eurovision Song Contest 2023, ospitato a Nizza, in Francia.
L'emittente radiotelevisiva in lingua estone Eesti Rahvusringhääling (ERR) si occupa della selezione del partecipante e della trasmissione in Estonia.

## Storia

### L'interesse di ERR
L'interesse da parte dell'emittente ERR risale sin dalla prime edizioni, infatti l'emittente ETV trasmise le prime due edizioni del concorso. Nel novembre 2015, durante una conferenza stampa dedicata al Junior Eurovision Song Contest 2015 a Sofia, l'allora supervisore esecutivo Vladislav Jakovlev aveva annunciato l'interesse dei Paesi baltici (Estonia, Lettonia e Lituania) a prendere parte alla manifestazione canora. Tuttavia non ci fu un debutto da parte dell'Estonia; tale scelta è stata confermata durante le edizioni successive, motivate da una mancanza economica dell'emittente, senza però escludere l'idea di partecipare in futuro.

### 2023-presente: l'atteso debutto
Il 10 maggio 2023, durante una conferenza stampa dell'emittente France Télévisions dedicata all'edizione 2023 del concorso, il capo delegazione Alexandra Redde-Amiel ha confermato che erano in corso trattative con vari Paesi, tra cui alcuni che non avevano mai preso parte alla manifestazione, nella speranza di coinvolgere il maggior numero di persone nell'imminente edizione.
Il successivo 29 agosto l'UER ha annunciato, in contemporanea con l'annuncio dei paesi partecipanti, che l'Estonia avrebbe fatto il suo debutto al Junior Eurovision Song Contest. In occasione del loro debutto, per rappresentare il paese è stata selezionata Arhanna Sandra Arbma, già vincitrice della seconda edizione del festival per bambini estone Tähtede lava. Al concorso, svoltasi nella città di Nizza, l'artista chiude al quindicesimo posto con la canzone Hoiame kokku, scritta a quattro mani con Leelo Tungal e Rael Laikre.
Il 4 maggio 2024 l'ERR ha confermato la partecipazione all'edizione 2024 del concorso, annunciando che il vincitore della categoria "Senior" del già citato Tähtede lava sarebbe stato designato come rappresentante nazionale alla manifestazione canora. Il giorno seguente, durante il festival musicale, la tredicenne Annabelle Ats ha conquistato il primo premio della categoria "Senior", nonché il diritto di rappresentare la nazione al Junior Eurovision Song Contest 2024.

## Partecipazioni
- Primo posto
- Secondo posto
- Terzo posto
- Ultimo posto

| Anno                            | Artista   | Canzone      | Lingua          | Posizione | Posizione |
| Anno                            | Artista   | Canzone      | Lingua          | Finale    | Punti     |
| ------------------------------- | --------- | ------------ | --------------- | --------- | --------- |
| 2023                            | Arhanna   | Hoiame kokku | Estone, inglese | 15º       | 49        |
| 2024                            | Annabelle | Tänavad      | Estone          | 14º       | 55        |
| Nessuna partecipazione nel 2025 |           |              |                 |           |           |

## Storia delle votazioni
Al 2024, le votazioni dell'Estonia sono state le seguenti: 
Punti dati
| Posizione | Stato   | Punti |
| --------- | ------- | ----- |
| 1         | Armenia | 18    |
| 2         | Spagna  | 17    |
| 3         | Francia | 14    |
| 4         | Albania | 13    |
| 5         | Georgia | 12    |

Punti ricevuti
| Posizione | Stato                                         | Punti |
| --------- | --------------------------------------------- | ----- |
| 1         | Francia                                       | 6     |
| 2         | Germania                                      | 4     |
| 3         | Georgia Regno Unito Macedonia del Nord Italia | 2     |